# Joachim Rücker
Joachim Rücker, född 30 maj 1951 i Schwäbisch Hall, är en tysk politiker och diplomat. Han var Tysklands ambassadör i Stockholm mellan 12 oktober 2008 och 2011.